# Chelidonura varians
Chelidonura varians
Espèce
Chelidonura varians une espèce de limaces de mer de la famille des Aglajidae.

## Distribution
Cette espèce se rencontre dans la zone tropicale de la région indo/ouest-Pacifique, de l'île Maurice à l'Australie.

## Habitat
Son habitat de prédilection correspond aux zones récifales, dans les lagons sur des fonds sablonneux et vaseux jusqu'à 30 m.

## Description

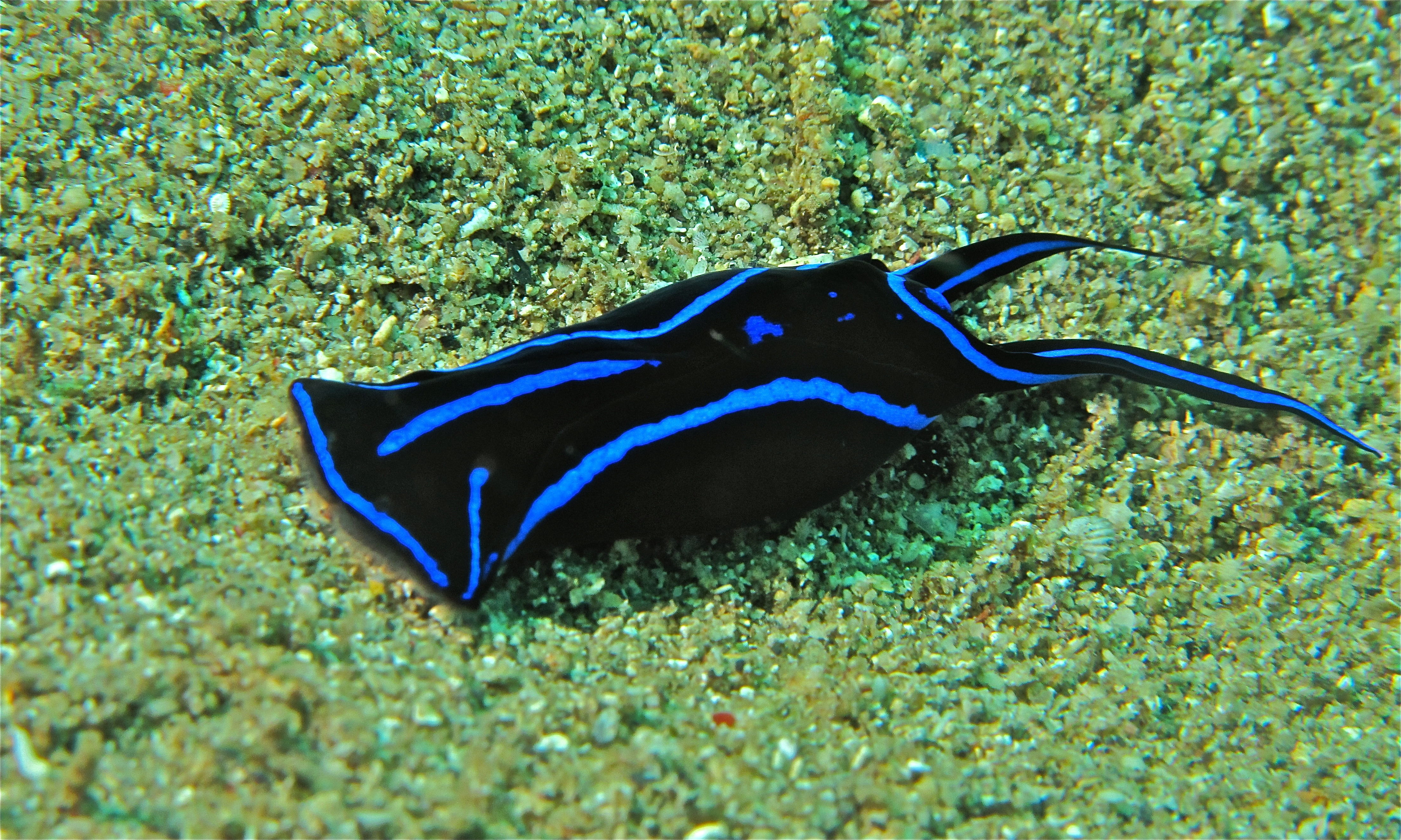
Chelidonura varians (Sulawesi, Indonésie)

Cette espèce peut mesurer jusqu'à 7 cm.
La livrée de cette espèce est d'aspect velouté et d'un noir profond avec un liseré bleu électrique pouvant être discontinu. Le corps est plutôt allongé avec une tête en forme de « bouclier », il n'y a pas de rhinophores mais une paire de récepteurs chimiques situés de chaque côté de la tête un peu en retrait du bouclier, dits les organes d'Hancock (en) caractéristiques de l'ordre des Cephalaspidea ainsi que la présence de soies sensorielles très développées sur la partie antérieure de l'animal servant à détecter les éventuelles proies.
La partie dorsale de l'animal est partiellement recouverte par le repli du parapode, sorte d'extension latérale fine du pied de l'animal formant deux lobes qui se replient sur le dos. La partie antérieure du corps se prolonge par deux excroissances en pointe du manteau dont celle de gauche est un tiers plus longue que la droite.
Cette espèce peut être facilement confondue avec Chelidonura gardineri, la seule différence morphologique aisément visible est la double queue de Chelidonura varians.

## Éthologie
Cette limace de mer est benthique et a une activité diurne.

## Alimentation
Chelidonura varians est un prédateur carnivore qui se nourrit a priori de petits vers plats, il est très utilisé en aquariophilie pour éradiquer la prolifération de vers plats.